# Samurai Champloo: Sidetracked
Samurai Champloo: Sidetracked est un jeu vidéo de type beat them all développé par Grasshopper Manufacture et Bandai, sorti en 2006 sur PlayStation 2. Il est basé sur l'anime Samurai Champloo.

## Accueil
- Famitsu : 31/40[1]